# Kutambelin (Juhar)
Kutambelin is een bestuurslaag in het regentschap Karo van de provincie Noord-Sumatra, Indonesië. Kutambelin telt 219 inwoners (volkstelling 2010).